# 2016年夏季帕拉林匹克運動會中國代表團
2016年夏季殘疾人奧林匹克運動會中國體育代表團於2016年9月7日至9月18日參加在巴西里約熱內盧舉行的第15屆殘疾人奧運會。
中國在本屆殘奧會將派出327名運動員出戰十七個項目。

## 代表團簡介
本屆殘奧會中國體育代表團動員大會於2016年8月3日下午在北京舉行。
代表團成員
- 團長：张海迪
- 副團長：王梅梅、賈勇
- 秘書長：趙素京
- 副秘書長：吴竞军、邱汝、张俊杰、李笑梅
- 團部工作人員：池建、邹柏林、余朝晖、董学模、赵谦、杨虹、马历涛、勇志军、于宝群、许玲、杨光宇、隆胜军、田勇浩、池俊常、杨冬平、孔雷、孙海波、何帆、何咏菊、黄莹、宋宇、刘荣、王鹏、王波、张丽媛、常肖雯、郭卫星、展乐乐、崔志刚、姜虹
- 醫務組：李建軍、赵红梅、史翔宇、韦景斌

## 各個小項狀況

### 射箭
- 領隊：张未来
- 工作人员：高健、姚保华
- 教練：薛安军、蔡建兵、邵淑芬
- 運動員：
  - 男运动员：刘华男、艾新亮、施旭程、于贺、曹汉文、赵理学
  - 女运动员：叶金燕、周佳敏、林月珊、吴春艳、林丹丹、卢亮

### 田徑
- 領隊：张国生（河北）
- 副总领队：刘平秀（湖南）　曹晓（青海）　李国成（河南）
- 工作人员：高巍（体管中心）　张婧琛（体管中心）

#### 跑跳组
- 领队：刘平秀
- 副领队：于长源、高巍
- 工作人员：钟文、张婧琛
- 教练员：曾华卫、胡正观、张庆茹、王春雷、李建生、郜志强、侯晓勤
- 领跑员：王琳、金煜博、王灏旭、张铭扬、王梓芃、李文、钱黄文、徐冬林、施杨、贾登璞、黄智惠
- 男运动员：陈明宇、徐然、车冕、尚光旭、周文俊、王浩、邸东东、孙启超、张振、周武、吴佳龙、范泽覃、陈鸿杰、陈星宇、衷黄浩、赵亚龙、刘卫、胡鑑文、钟志强、刘辅梁、杨义飞、李朝燕

- 女运动员：李英粒、郑金、沈亚琴、贾君婷仙、文晓燕、蒋芬芬、史逸婷、周霞、陈君飞、李露、周国华、刘翠青

#### 投掷组
- 领队：肖敏
- 工作人员：于洪涛、熊建军、张晨阳、吉莉、刘琦
- 教练员：王兴章、李秀清、杜怀振、惠振豹、和旭英、张珩

- 男运动员：朱鹏凯、夏东、安东权、李翠卿、康国锋、孙鹏祥、王彦章、傅昕瀚、林科立、夏志伟、陈震宇、王伟、申同庆、吴国山、郭春良

- 女运动员：王君、米娜、赵玉萍、张凤菊、杨月、吴晴、张亮敏、姚娟、汤红霞、邹丽娟、杨丽婉、贾倩倩、赵红梅、董飞霞

#### 竞速轮椅组
- 领队：朱志斌
- 工作人员：胡爱军、付娟、龚蔚
- 教练员：黄鹏（上海）、邱万超、田雨川

- 男运动员：李虎召（河北）　赵玉飞（河北）　崔彦峰（河北） 刘洋（辽宁）　刘成明（辽宁）　余世然（云南）

- 女运动员：黄丽莎（河北）　周洪转（河北）　邹丽红（上海） 董红娇（湖北）　刘文君（湖北） 马静

### 硬地滾球
- 領隊：周鸣
- 副领队：马静
- 教練：田佳楠（北京）　谭巍麟（广东） 杨森
- 工作人员：任芳
- 運動員：
  - 男运动员：钟凯（广东）　孙凯　郑远森（广东）　严治强（重庆）
  - 女运动员：张琦（北京） 林细妹

### 皮划艇
- 领队：林晓枫
- 工作人员：张勋
- 教练：李戴源
- 男运动员：虞小伟
- 女运动员：王丹琴

### 自行車
- 領隊：柯沫夫
- 教練：李鹏（广东） 刘光锦
- 工作人员：陈健威、薛涵芳
- 運動員：
  - 男运动员：刘馨阳（辽宁）　李樟煜（浙江）　梁贵华（广东） 谢豪（广东）　魏国平
  - 女运动员：周菊芳　宋振玲　阮建平（广东）　曾思妮（广东）　李洁丽　黎华仙

### 五人制足球
- 領隊：王秀丽（福建）
- 副领队：陆上骥（福建） 程旭阳、王桂顺、李丹
- 教練：董邹宏谋、徐弢
- 守门员：宋哲　许华楚（福建）
- 運動員：
  - 男运动员（8人）：　张礼京（辽宁）　魏建森 王亚锋（福建）　王周彬（福建）　林冬冬（福建）　高凯（福建）　刘猛  俞裕锬

### 盲人門球
- 领队：潘国新
- 副领队：陆财良
- 工作人员：徐青华、陈树洁
- 男队教练：尹世强
- 女队教练：刘文霞
- 男运动员：邵帅、杨明源、余钦权、陈亮亮、胡明耀、蔡长贵
- 女运动员：张惠雯、孙乐、张魏、陈凤青、赵开美、鞠贞

### 柔道
- 領隊：陈土新
- 工作人员：赵玲、李茜
- 教练：张贵富、傅桂莲
- 女运动员：袁艳萍、王丽静、周倩、李丽青、周瞳

### 舉重
- 領隊：张国生
- 副领队：杨瑞平、李冬庭
- 工作人员：鞠少华、韩清泉
- 主教练：李伟朴（内蒙古）
- 教练员：孙天妮　彭富强（江苏）
- 男运动员（８人）：齐栋（辽宁）　蔡慧超（上海）　胡鹏（江苏）　顾小飞（江苏）　叶继雄　王键（安徽）　刘磊（山东）　杨全喜（山东）
- 女运动员（８人）：石珊珊（河北）　杨艳（内蒙古）　徐立立　李凤梅  胡丹丹　谭玉娇（浙江）　肖翠娟（江西）　崔哲（山东）

### 賽艇
- 領隊：屠航
- 教练员：陈爱娜
- 工作人员：骆晓娇
- 舵手：余立（浙江）
- 男运动员（４人）：费天明（浙江）　吴云龙（浙江）　陈新新　　黄成（浙江）
- 女运动员（4人）：刘爽  王丽丽　赵辉（浙江）　王茜（浙江）

### 射擊
- 领队：杨志远
- 副领队：孟晓星（四川）
- 教练员：王建　王黎佳（云南）　王萍（四川）
- 工作人员：姜浪、韩涛
- 男运动员（６人）：黄兴　杨超　苟定超（四川）　　董超（四川）　袁洪相（重庆）　李剑飞（云南）
- 女运动员（３人）：张翠平（河北）　白小红　晏亚平

### 游泳
- 领队：郑瑶
- 副领队：杨云、樊兴宇、张承林
- 工作人员：蒋斌、汪继林、魏炜、张帅
- 教练：李孟钟、黄燕、李克华、张鸿鹄、孙荣、刘韬、李建辉、林远庆
- 男运动员：杨博尊、高楠、刘赟涛、周聪、杨洋、徐海蛟、杜剑平、王益楠、宋懋璗、楼陈泉、王李超、李庭申、靳志鹏、陈建凤、贾红光、许庆、王金刚、李汉华、罗芳宇、林福荣、黄超文、李俊升、黄文攀、刘本英、杨光龙、杨洪、罗锦彪、潘世云、邹连康、郑涛、刘小兵、赵学明、何世伟、迪应斌
- 女运动员：谢青、冯雅竹、宋玲玲、卢冬、张晓彤、姜胜男、王洁馨、徐夕涵、李桂芝、孟国芬、姚 攒、徐佳玲、陈懿、张蒙、柯丽婷、黄雅静、林萍、彭秋萍、邓越、蔡丽雯、钱红艳、鲁韦元、晋晓琴、张丽、张英、吴祺、成姣、白娟

### 乒乓球
- 领队：仉兴玉
- 副领队：陈亦新（福建）  	王晓兵（黑龙江）　朱德志（吉林）
- 教练员：赵守礼（黑龙江）　袁锋（山东）　衡新（江苏）　林秀炳（福建）　关华安　马平香　李振东
- 工作人员：冯金伟　舒建平　周巨木　王镭　贺炜洁（体管中心）
- 男运动员：郭兴元、葛杨、赵帅、高延明、马麟、赵平、冯攀峰、曹宁宁、闫硕、孙厨人、叶超群、赵裔卿、张岩、廖克力、翟祥、连浩
- 女运动员：茅经典、张淼、薛娟、刘静、李倩、雷丽娜、张变、周影、顾改、柳萌、熊桂艳、王睿、杨倩、潘梦忆

### 坐式排球
- 领队：柳瑾
- 副领队：舒建华
- 工作人员：芦娟、王超

１．男队
- 教练员：柳方庆（浙江）
- 男运动员：张忠民、丁晓潮、李雷、金恒、周灿明、徐增兵、张梁麟、高辉、李明发、李吉、王硕、朱克波

２．女队
- 教练员：张俊（上海）
- 女运动员：张丽君、吕红琴、章旭飞、王亚男、许捷、赵美玲、李丽平、盛玉红、龚彬、蒋继秀、苏立梅、李婷

### 輪椅籃球
- 领队：郭旭升
- 副领队：徐元生（体管中心）
- 工作人员：薛亮
- 教练员：徐元生  王治丹（辽宁）
- 女运动员（１２人）：龙云、程海珍、代佳梦、陈雪静、王晓艳、雷天娇、林穗玲、邓明珠、吕桂娣、黄思婷、李艳华、陈大梅

### 輪椅劍擊
- 领队：凡虹（体管中心）
- 教练员：孔令森　庄杏娣（江苏）
- 工作人员：周新建、张跃、胡洋
- 男运动员：陈依君（上海）　田建全（江苏）　胡道亮（江苏）　叶如意（江苏）　田建全　冯彦可
- 女运动员：邹绪凤、边静、周景景、姚芳、荣静、张春翠

### 輪椅網球
- 领队：陈景辉、
- 教练：刘小青、董福利
- 男运动员：魏祖军、董顺江
- 女运动员：朱珍珍、黄惠敏

## 外部連結
- 中國殘疾人聯合會（页面存档备份，存于）